# Aplomya confinis
Aplomya confinis är en tvåvingeart som först beskrevs av Fallen 1820.  Aplomya confinis ingår i släktet Aplomya och familjen parasitflugor. Arten är reproducerande i Sverige. Inga underarter finns listade i Catalogue of Life.